# オリフィス板
オリフィスとは、薄い壁に開けた流体を流す小さな穴のことで、そのような穴をつけた薄板をオリフィス板（英語: orifice plate）と呼び、流量を板の位置で調節し、また測定にも使われる。一般には、流体を流す円管の中に置き、円盤や円筒の形をした絞りになっているが、測定に使う精密なものでは、形状や計測方法を JIS Z 8762 で定めている。高い圧力損失を利用して、ショックアブソーバーなどにも使われている。流体を流す穴の長さが、穴の断面積に対して比較的長いものはチョークと呼ばれ、オリフィスとは区別される。

## 原理
直径 {\displaystyle D} の円管よりも小さい 直径 {\displaystyle d} のオリフィス板を入れると、ベルヌーイの定理により下流側では圧力が下がる。この前後の圧力差から流量を求める。同じ原理を使用して流速を測るものにピトー管がある。

## 流量の計測
流量Q [m3/s] はオリフィス板前後の差圧 Δp [Pa] から次式で求められる：
{\displaystyle Q=\alpha \epsilon A{\sqrt {\frac {2\Delta p}{\rho }}}}
ただし、α（に含まれる流出係数 C ）を求める式にはレイノルズ数ReDが含まれ、ReD　を求めるためには流量Q を知る必要があるため、この式の右辺は直接計算することができない。そのため、流量Q を求めるためにはイタレーションが必要となる。
ここで、
- {\displaystyle \alpha ={\frac {C}{\sqrt {1-\beta ^{4}}}}}
- {\displaystyle \epsilon =1-{\frac {(0.41+0.35\beta ^{4})}{\kappa }}\cdot {\frac {\Delta p}{p_{1}}}}  ：膨張補正係数
- {\displaystyle A={\frac {\pi }{4}}d^{2}} ：絞り断面、m2
- ρ: 流体の密度、kg/m3

- C は流出係数と呼ばれ(河川学における同名の「流出係数」とは違う意味である)、下記の式により求める。

L1 < 0.4333 のとき
{\displaystyle C=0.5959\,+\,0.0312\beta ^{2.1}\,-\,0.1840\beta ^{8}\,+\,0.0029\beta ^{2.5}\left({\frac {10^{6}}{Re_{\mathrm {D} }}}\right)^{0.75}\,+\,0.0900L_{1}{\frac {\beta ^{4}}{1-\beta ^{4}}}\,-\,0.0337L_{2}\beta ^{3}}
L1 ≧ 0.4333 のとき
{\displaystyle C=0.5959\,+\,0.0312\beta ^{2.1}\,-\,0.1840\beta ^{8}\,+\,0.0029\beta ^{2.5}\left({\frac {10^{6}}{Re_{\mathrm {D} }}}\right)^{0.75}\,+\,0.0390{\frac {\beta ^{4}}{1-\beta ^{4}}}\,-\,0.0337L_{2}\beta ^{3}}
- {\displaystyle \beta =d/D} ：絞り直径比
- κ：アイゼントロピック指数（理想気体では比熱比に等しく5/3）
- p1 ：オリフィス上流側の圧力取出口の圧力、Pa
- d ：絞り直径, m
- D ：円管の直径, m

- L1 ：オリフィス板上流面から上流側圧力取出し口までの距離をD で割った値
- L2 ：オリフィス板下流面から下流側圧力取出し口までの距離をD で割った値
- {\displaystyle Re_{\mathrm {D} }=UD/\nu } ：円管直径D を代表長とするレイノルズ数

- {\displaystyle U=Q/\left({\frac {\pi }{4}}D^{2}\right)} ：管路内の平均流速、m/s
- ν ：流体の動粘性係数、m2/s